# Дейнеко Олександр Григорович
Олекса́ндр Григо́рович Дейне́ко (6 травня 1970 — 23 липня 2022) — український підполковник, начальник відділення напрямків командного пункту 28-мої окремої механізованої бригади імені Лицарів Зимового Походу(2022).  

## З життєпису
Він народився 6 травня 1970 року в Бессарабці. Навчався спочатку в Червоно-українській школі, затим у Березанській, де й здобув повну загальну середню освіту. Завдяки своїй комунікабельності мав багато друзів, з якими підтримував гарні стосунки й у дорослому житті.
Коли прийшов час обирати свій подальший шлях, обрав справу для справжнього чоловіка - військову У 1987 му вступив до Алма-Атинського вищого загальновійськового командного училища. По завершенню навчання був направлений у Західну групу військ, де йому доручили командувати мото-стрілецьким взводом. Затим він стояв на чолі механізованої роти, але вже в Одеському військовому окрузі, керував штабом механізованого батальйону, був начальником оперативного відділення 28-ої окремої механізованої бригади оперативного командування "Південь". Майорське звання отримав у 28 років.
Згодом був деякий період цивільного життя й роботи до 2017-го, коли Олександр Григорович знову одягнув військову форму. Працював заступником Доброславського РВК Одеської області. 
В запас звільнився у 2021 році з посади начальника командного пункту протиповітряної оборони. В період служби неодноразово брав участь у здійсненні заходів із забезпечення національної безпеки й оборони, відсічі й стримування збройної агресії російської. антитерористичній операції в Донецькій та Луганській областях, зокрема у Вугледарі Мар'їнського району Донеччини.
Отримав нагороди за сумлінну службу та військову доблесть. Серед останніх — відзнака командування Збройних Сил України «Козацький хрест» III ступеня.
Загинув 23 липня 2022 у ході російського вторгнення в Україну. Лицар ордена Богдана Хмельницького III ступеня (2022 рік, посмертно).